# Jack Hathaway
Jack Hathaway (outubro de 1982) é um comandante da Marinha dos Estados Unidos e astronauta da NASA. Ele mora em South Windsor, Connecticut, junto de sua esposa, Amy Hathaway e dois filhos.

## Juventude e educação
Hathaway nasceu em South Windsor, Connecticut [en]. Ele formou-se no South Windsor High School [en] em 2000. Recebeu um bacharelato em física e história da Academia Naval dos Estados Unidos em 2004. Recebeu um mestrado da ciência da dinâmica de voo da Universidade de Cranfield em 2014. Recebeu um mestrado em segurança nacional e estudos estratégicos do Colégio de Guerra Naval.

## Carreira
Hathaway atendeu a Academia Naval dos Estados Unidos e entrou na Marinha em 2004 após formar-se. Ele foi atribuído à Estação Aérea Naval [en] em Lemoore, para transição ao F/A-18E. Hathaway voou e foi enviado com o Strike Fighter Squadron 14 a bordo do USS Nimitz e o Strike Fighter Squadron 136  abordo do USS Truman. Formou-se da Empire Test Pilots School, apoiou os Chefes de Pessoal Adjuntos no Pentágono e foi recentemente atribuído à posição de futuro diretor executivo do VFA-81 [en]. Ele tem mais de 2,500 horas de voo em mais de 30 tipos de aeronaves, mais de 500 pousos em porta aviões e voou em 39 missões de combate.

## Candidato à astronauta
No dia 6 de dezembro de 2021 foi revelado que ele faz parte do Grupo 23 de Astronautas da NASA. Foi oficializado como astronauta no dia 5 de março de 2024.